# マギー・グレイス
マギー・グレイス（Maggie Grace, 本名: マーガレット・グレイス・デニグ、Margaret Grace Denig, 1983年9月21日 - ）は、アメリカ合衆国の女優。

## 来歴
オハイオ州ワージントン（コロンバス郊外）にて3人兄弟の2番目として生まれる。両親（リック、ヴァリン）は宝石業。16歳の時に両親が離婚し、母親と共にカリフォルニア州ロサンゼルスに移った。
2001年にウェブ・ビデオ『Rachel's Room』でデビュー。翌年放送のテレビ映画『消された真実 グリニッチ殺人事件』でヤング・アーティスト・アワードにノミネートされ、注目を集める。その後もテレビシリーズや映画に出演。2004年からはテレビシリーズ『LOST』にシャノン・ルサフォード役でレギュラー出演し、ブレイクする。2005年の『マキシム』誌では「ホットな100人」の27位に選ばれ、2006年の『LOST』での演技で全米映画俳優組合賞アンサンブル演技賞を受賞した。

## 私生活
イギリス文化の崇拝者を自称しており、8歳の時からイギリスの湖水地方に住むペンパルと文通し、13歳の時から複数回イギリス旅行に出かけ、愛読書はウィリアム・シェイクスピアであるという 。
2015年、映画監督でプロデューサーのマシュー・クックと婚約したことをインスタグラムで報告。しかし、2016年、クックと離別した。2017年2月、ブレント・ブッシュネルと婚約したと公表した。

## 主な出演作品

### 映画
| 公開年 | 邦題 原題                                                                                 | 役名                     | 備考       |
| ------ | ----------------------------------------------------------------------------------------- | ------------------------ | ---------- |
| 2002   | 消された真実 グリニッチ殺人事件 Murder in Greenwich                                       | マーサ                   | テレビ映画 |
| 2003   | 16歳の夏/優しさへの12マイル Twelve Mile Road                                              | Dulcie Landis            | テレビ映画 |
| 2004   | プレデタリアン Creature Unknown                                                           | アマンダ                 |            |
| 2005   | ザ・フォッグ The Fog                                                                      | エリザベス・ウィリアムズ |            |
| 2007   | 恋の終わりの始め方 Suburban Girl                                                          | クロエ                   |            |
| 2007   | ジェイン・オースティンの読書会 The Jane Austen Book Club                                  | アレグラ                 |            |
| 2008   | 96時間 Taken                                                                              | キム                     |            |
| 2009   | マリス・イン・ワンダーランド Malice in Wonderland                                         | アリス                   |            |
| 2010   | ナイト&デイ Knight and Day                                                                | エイプリル・ヘイヴンス   |            |
| 2010   | エクスペリメント The Experiment                                                           | ベイ                     |            |
| 2010   | ファースター 怒りの銃弾 Faster                                                            | リリー                   |            |
| 2011   | トワイライト・サーガ/ブレイキング・ドーン Part1 The Twilight Saga: Breaking Dawn - Part 1 | イリーナ                 |            |
| 2012   | ロックアウト Lockout                                                                      | エミリー・ワーノック     |            |
| 2012   | 96時間/リベンジ Taken 2                                                                   | キム                     |            |
| 2012   | トワイライト・サーガ/ブレイキング・ドーン Part2 The Twilight Saga: Breaking Dawn - Part 2 | イリーナ                 |            |
| 2014   | アバウト・アレックス About Alex                                                           | シリ                     |            |
| 2015   | 96時間/レクイエム Taken 3                                                                 | キム・ミルズ             |            |
| 2016   | きみがくれた物語 The Choice                                                               | ステファニー・パーカー   |            |
| 2017   | アフターマス Aftermath                                                                    | クリスティーナ           |            |
| 2018   | ワイルド・ストーム The Hurricane Heist                                                    | ケーシー・コービン       |            |

### テレビシリーズ
| 放映年    | 邦題 原題                                                  | 役名                         | 備考                                 |
| --------- | ---------------------------------------------------------- | ---------------------------- | ------------------------------------ |
| 2003      | CSI:マイアミ CSI: Miami                                    | エイミー                     | 第1シーズン第21話「毒牙の餌食」      |
| 2003      | 弁護士ジャック・ターナー The Lyon's Den                    | ヘイリー                     | 計1話出演                            |
| 2004      | コールドケース 迷宮事件簿 Cold Case                        | レネ（1969年）               | 計1話出演                            |
| 2004      | LAW & ORDER:性犯罪特捜班 Law & Order: Special Victims Unit | ジェシー・ダウニング         | 計1話出演                            |
| 2004-2010 | LOST Lost                                                  | シャノン・ラザフォード       | 計35話出演                           |
| 2013      | ザ・フォロイング The Following                             | サラ・フラー                 | 第1シーズン第1話「洗脳殺人鬼の計画」 |
| 2013      | カリフォルニケーション Californication                     | フェイス                     | 計6話出演                            |
| 2015      | マスターズ・オブ・セックス Masters of Sex                  | クリスティーン・ウェシュ医師 | 第3シーズン第2話「3という不調和」    |
| 2018-     | フィアー・ザ・ウォーキング・デッド Fear the Walking Dead   | アルシア                     | シーズン4-：メイン・キャスト         |